# 4時です 上方倶楽部
4時です 上方倶楽部（よじです かみがたくらぶ）は、2003年4月1日から2005年3月11日まで、NHK大阪放送局が近畿地方向けに放送していた情報番組。NHK大阪放送局のBKプラザにあるオープンスタジオからの公開放送。（但しスタジオ見学は事前申し込み必要であった。）

## 概要
NHKでは夕方の地域放送を強化しようという事で、近畿地方でも1999年度から17時台に地域情報番組を放送（『夕方5時です千客万来』→『夕方5時ですとっておき関西』）してきたが、2003年度からこれまで主に18時台に放送してきたニュース枠を、17時台からに拡大（『かんさいニュース1番』）した関係で、この情報番組を16時台に移動してスタートさせた。
番組の体裁としては主に中高年世代をターゲットに、その道を極めた関西にゆかりを持つ著名人を、毎日日替わりでゲストとして迎えたインタビュー（「達人名鑑」）が番組の中心。関西各地のトレンド情報やイベント情報、韓国情報などを織り込んで展開していく。金曜はミュージシャンによるスタジオライブと、西国三十三箇所巡礼の2部構成。司会の葛西聖司が長らく伝統芸能に関する番組を担当していたこともあり、ゲストの人選も「とっておき」と違ってそれを活かしたものとなった。
なおこの番組が放送されていた期間は、『お元気ですか日本列島』の16時台は近畿地方では放送されていなかったが、番組の終了（視聴率低下、司会者の態度により打ち切り）により16時台の関西ローカル枠はなくなり、『お元気ですか日本列島』を17時まで放送することになった。
また番組の内容はほぼ全て、2005年4月9日から開始された『ぐるっと関西プラス』（土曜日10:45 - 11:54、後に10:50 - 12:00）に引き継がれた。

## 放送時間の変遷
いずれも平日の放送で、祝日及び大相撲・高校野球・国会開催時は休止。
- 2003年4月 - 2003年9月

16:15 - 17:00
- 2003年10月 - 2004年3月

16:05 - 16:55（『お元気ですか日本列島』開始に伴い、枠変更）
- 2004年4月 - 2005年3月

16:05 - 17:00（『先取りニュース1番』を吸収、但し全編録画放送の場合は16:55まで）

## 司会者
- 葛西聖司
- 浜田千春（2003年度）
- アンミカ（2004年度）

## 関連番組
- 「特選 4時です 上方倶楽部」（2004年度、月1回日曜深夜0:40 - 2:20）

「達人名鑑」の中から、反響の大きかったゲストの回を再構成して放送する。